# Travis Ouellette
Travis Ouellette (ur. 17 lutego 1989 w Windsor, Ontario) – kanadyjski hokeista.
Jego bracia Chad (ur. 1983) i Britt (ur. 1986) także zostali hokeistami.

## Kariera
- Essex 73's (2005-2006)
- Tecumseh Chiefs (2006-2008)
- Penticton Vees (2008-2009)
- Ferris State Bulldogs (2009-2013)
- Adelaide Adrenaline (2013)
- Arizona Sundogs (2013)
- St. Charles Chill (2014)
- Greenville Road Warriors (2013)
- Indy Fuel (2013)
- Gwinnett Gladiators (2014-2015)
- STS Sanok (2015)

Od 2005 do 2009 występował w kanadyjskich ligach juniorskich Great Lakes Junior C Hockey League (GLJCHL), Western Ontario Hockey League (WOHL), Greater Ontario Junior Hockey League (GOJHL), British Columbia Hockey League (BCHL). Od 2009 do 2013 przez cztery lata grał w akademickiej drużynie Bulldogs uczelni Ferris State University w ramach amerykańskich rozgrywek NCAA. W 2013 był zawodnikiem zespołu Adelaide Adrenaline w australijskiej lidze Australian Ice Hockey League (AIHL). Od 2013 do 2015 grał w kilku klubach amerykańskich lig CHL i ECHL. Od sierpnia 2015 zawodnik klubu STS Sanok w rozgrywkach Polskiej Hokej Ligi. Zwolniony w połowie listopada 2015.

## Osiągnięcia
Klubowe
- Mistrzostwo konferencji zachodniej GOJHL: 2008 z Tecumseh Chiefs
- Mistrzostwo Western Ontario GOJHL: 2008 z Tecumseh Chiefs